# Sina Weibo
Sina Weibo je čínská sociální síť určená pro mikroblogování. Svým způsobem je čínskou verzí sociální sítě Twitter a v mnoha aspektech tu lze shledat i určitou podobnost se sociální sítí Instagram. Svým počtem uživatelů se řadí mezi největší platformy sociálních sítí v Číně. V roce 2018 dosáhla Sina Weibo 413 milionů aktivních uživatelů. Svým uživatelům nabízí mnoho funkcí jako je např. zasílání zpráv, sdílení příspěvků, fotografií či sledování ostatních uživatelů. Sina Weibo je dostupná jak ve zjednodušené, tak i ve tradiční čínštině. V procesu vývoje je také anglická verze, která má usnadnit užívání Sina Weibo zahraničním uživatelům a zároveň oslovit další publikum nejen z čínsky mluvících států.

## Vznik
Sina Weibo byla založena 14. srpna roku 2009 v Pekingu čínskou společností Sina Corporation. Poté, co v Číně v červenci roku 2009 došlo k zablokování domácích i mezinárodních sociálních sítí jako je Facebook a Twitter čínskou vládou, se společnost Sina Corporation rozhodla využít situace a poskytnout svým občanům alternativu. Díky kontrole příspěvků čínskými orgány a ověřování informací je Sina Weibo populární platformou jak čínských, tak i nečínských celebrit, které jsou takto v kontaktu se svými fanoušky.

## Hlavní využití a funkce
Platforma Sina Weibo je využívána pro zasílání zpráv jak do skupinových konverzací, tak i do soukromých zpráv. Dále pro zveřejňování příspěvků, komentářů, sdílení fotek, sledování ostatních uživatelů a v neposlední řadě je také místem pro nejnovější zprávy, události a pro reklamy různých produktů. V tomto směru je Sina Weibo spolu s dalšími platformami důležitou součástí marketingu v Číně. Sina Weibo má také funkci ověřování uživatelů, která má veřejnosti pomoci rozeznat oficiální účty známých osobností čí různých organizací. V posledních letech Sina Weibo také umožnila svým uživatelům využívat funkci „Stories“ neboli příběhy, které jsou hojně využívány v rámci platforem Instagram či Facebook.
Sina Weibo má kromě webové stránky pro uživatele k dispozici i mobilní aplikaci jako jednu z možností přístupu na Sina Weibo.

### Uživatelské profily
Na uživatelském profilu Sina Weibo je zobrazováno uživatelské jméno, krátký popis uživatele, počet sledujících a sledovaných, který uživatel má. Dále pak celkový počet příspěvků, nedávné/aktuální  příspěvky a počet přeposlaných příspěvků. Podobně jako Twitter má Sina Weibo 2 typy uživatelských účtů: běžný uživatelský účet a ověřený uživatelský účet. Ověřené účty většinou reprezentují známé osobnosti, vládní nebo komerční organizace, média, noviny apod.
Ověřené účty lze od běžných uživatelských účtů rozeznat pomocí barevného V připojeného k uživatelskému jménu. Zatímco u jednotlivce má V oranžovou barvu, u organizací či různých skupin má V barvu modrou.

### Obsah příspěvků
Oproti platformě Twitter se příspěvky na Sina Weibo svým obsahem liší. Zatímco řada populárních příspěvků na sociální síti Twitter je četně ovlivněna médii, uživatelé Sina Weibo mají tendenci platformu využívat spíše pro sdílení vtipů, odkazů, obrázků / fotek a videí. Velká část příspěvků je opakovaně sdílená mezi uživateli a často se tímto způsobem dostanou mezi trendy.

## Cenzura
Sina Weibo je stejně jako ostatní sociální sítě pod cenzurou čínské vlády. Četnost cenzury se liší podle témat, která se v příspěvku vyskytují. Cenzurou projde až 82 % příspěvků. Nicméně není novinkou, že jsou komunitou využívány různé varianty slov za účelem vyhnutí se cenzuře u daného příspěvku.